# Kleines Volkstheater Trier

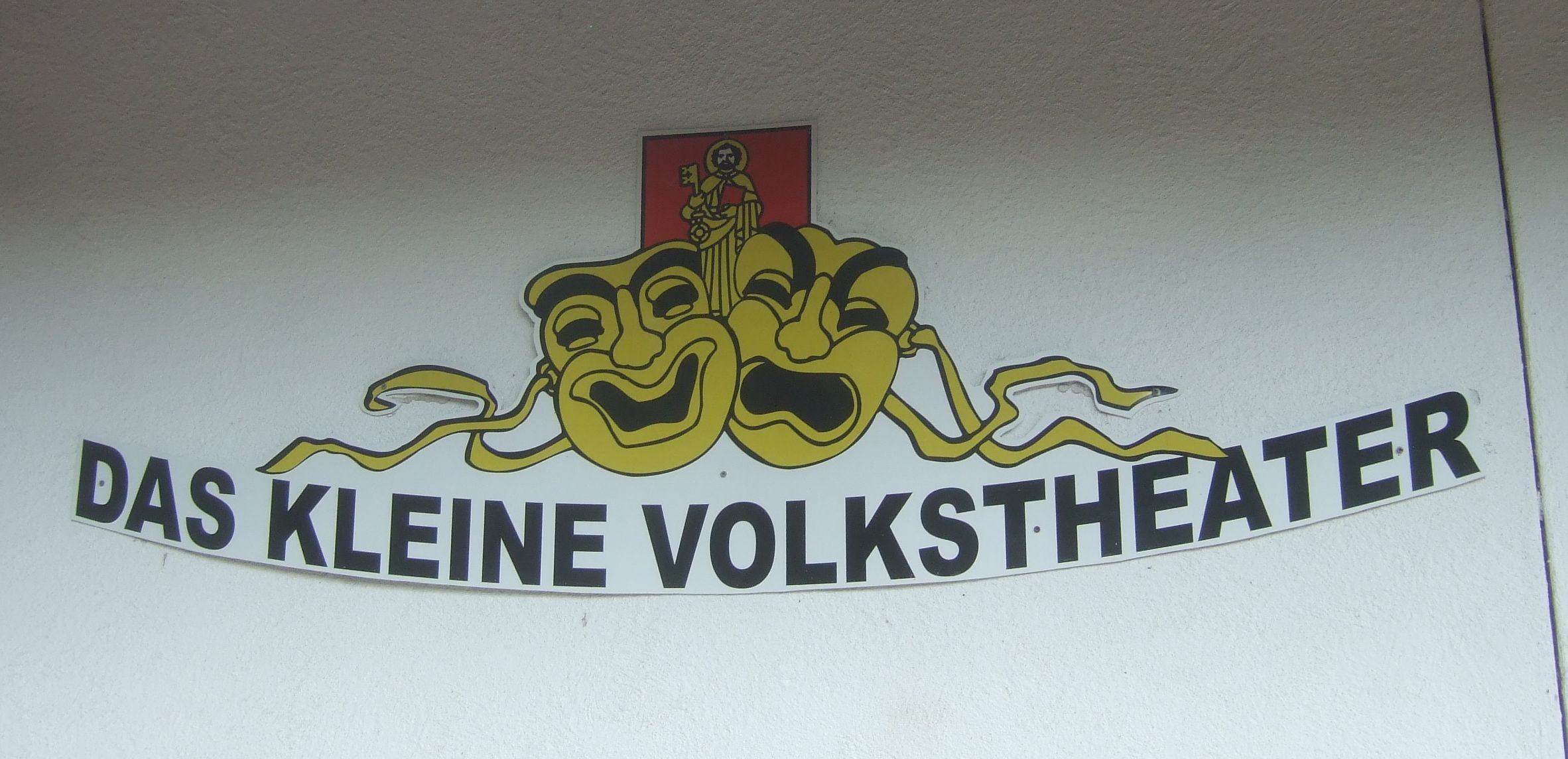
Logo

Das Kleine Volkstheater Trier e.V. wurde am 19. September 1990 in Trier-Kürenz gegründet.
1997 erfolgte der Umzug zur Halle am Römersprudel in Trier-Feyen/Weismark. Der Verein hat etwa 400 Mitglieder.
Ziel des Theaters ist die Pflege der Trierer Mundart und die Bereicherung der kulturellen Szene in Trier.
Gründerin und Vorsitzende des Vereins "Das Kleine Volkstheater" ist Gabi Hahn (früherer Name: Hermesdorf).
Stückeschreiber und bekannter Darsteller des Theaters ist das Trierer Original Helmut Leiendecker von der Leiendecker Bloas (Trierer Mundart-Band).
Beide erhielten 2001 den Ehrenbecher der Stadt Trier für ihre Verdienste um das Trierer Kulturleben.
Bereits 1999 wurde dem Verein für die Verdienste um Trier der Elsbeth-und-Otto-Schwab-Preis auf der Trierer Mosellandausstellung verliehen.

## Stücke
- "Als uns schien Trier gegründ gewen es genn", wurde im Rahmen der Antikenfestspiele Trier auch in den Kaiserthermen und im Amphitheater gespielt
- "Balawer wejen de Quäset"
- "De Onnerbox"
- "Daen aalen Simulant" (nach Der eingebildete Kranke von Molière)
- "Dat Gugugsei"
- "Zum rostijen Haoken", wurde vom Südwestrundfunk aufgezeichnet
- "Dään iewergrußen Liejener"
- "Endspellfiewer" (Endspiel-Fieber)
- "Muuselindijaner", wurde auch bei den Antikenfestspielen 2002 gespielt
- "Onnerm Maortkreuz"
- "Dä Gaordenzwerch vom Piddersberch", wurde auch bei der Landesgartenschau 2004 am Petrisberg gespielt
- "Mumienkrieweler" (Archäologen)
- "Zieh oder Gieh oder das Duell hennerm Margusberch", wurde auch am Trierer Petrisberg open air gespielt[2]
- "Stress off dao Mess"
- "Dää Lord von Trier Nord"
- "Grusel an dao Muusel"
- "Römerzoores on Äbbelbaamstie"